# DR 99 281
Die DR 99 281 war eine dreiachsige Schmalspurlokomotive der Deutschen Reichsbahn.

## Geschichte
Im Zweiten Weltkrieg wurden im Rahmen des Küstenbefestigungsprogramm der Organisation Todt 1944 drei Dampflokomotiven nach Wangerooge verbracht. Eine stammte von einer französischen Sekundärbahn und war 1910 bei Ateliers de Construction du Pont Flandre, Weidknecht Frères & Cie. in Paris gebaut worden. Auf Wangerooge war sie nicht mehr im Einsatz, 1949 wurde sie abgegeben. 1952 gelangte sie aufgearbeitet zur Walhallabahn. Dort diente sie nur als Reserve, 1955 wurde sie ausgemustert.

## Technische Merkmale
Die Lok hatte einen Innenrahmen, der auch den Wasserbehälter aufnahm. Sie verfügte über einen Allan-Steuerung mit Flachschieber, angetrieben wurde die dritte Achse. Die Kohlevorräte wurden seitlich des Kessels im Führerhaus untergebracht.